# Robert Zinn
Valentin Robert Zinn (* 29. Februar 1995 in Filderstadt) ist ein deutsch-schweizerischer Basketballspieler.

## Spielerlaufbahn
Zinn, Sohn einer deutschen Mutter und eines Schweizer Vaters, wuchs in Tübingen auf und spielte Basketball in der Jugendabteilung des SV 03 Tübingen. Im Alter von 14 Jahren wechselte er ans Basketball-Internat nach Ludwigsburg und spielte in den Nachwuchsmannschaften der örtlichen BSG. Im Februar 2013 trug er erstmals das Hemd der Neckar Riesen Ludwigsburg in einem Spiel der Basketball-Bundesliga.
Während der Saison 2013/14 spielte Zinn für die Nachwuchsfördermannschaft des Bundesligisten Brose Bamberg, nämlich den 1. FC Baunach in der 2. Bundesliga ProB sowie den TSV Breitengüßbach in der Regionalliga. 2014 wurde er vom Bundesligisten Mitteldeutscher BC unter Vertrag genommen. Neben Einsätzen im MBC-Hemd in der ersten Liga sammelte Zinn auch Spielerfahrung beim Partnerverein der Mitteldeutschen, der BG Bitterfeld-Sandersdorf-Wolfen 06 (Regionalliga).
Nach einem Jahr beim Zweitligisten Nürnberg ging Zinn in seine Heimatstadt Tübingen zurück und schloss sich den Walter Tigers an.
Während der Sommerpause 2018 wurde Zinn vom Schweizer Nationalligisten BC Boncourt verpflichtet. Er erzielte für Boncourt in der Saison 2018/19 im Schnitt 14,3 Punkte, 5,5 Rebounds sowie 4,2 Korbvorlagen je Begegnung. Im Juli 2019 wurde er vom Ligakonkurrenten Lions de Genève unter Vertrag genommen. Für die Genfer kam er im Schnitt auf 6,1 Punkte pro Begegnung und bereitete 3,1 Korberfolge seiner Nebenleute vor. Im Juli 2020 unterschrieb er einen Vertrag bei Fribourg Olympic. Er wurde mit den Üechtlandern 2021 Schweizer Meister. Zinn trug zu dem Erfolg in 24 Hauptrundenspielen 8,4 Punkte und in der Meisterrunde 6,7 Punkte je Begegnung bei. In der Saison 2021/22 errang Zinn mit der Mannschaft vier Titel: Schweizer Meisterschaft, Schweizer Pokalsieg, Ligapokal, Supercup.
Im Sommer 2022 wechselte er zu den Lugano Tigers. In der Hauptrunde des Spieljahres 2022/23 führte Zinn die Schweizer Liga mit durchschnittlich 11 Korbvorlagen je Begegnung an. Zur Spielzeit 2023/24 kehrte Zinn nach Genf zurück. Im April 2025 wurde er mit Genf Schweizer Pokalsieger und im Folgemonat Schweizer Meister.

### Nationalmannschaft
Zinn spielte im Jugendbereich für die deutschen Auswahlmannschaften und nahm 2011 mit den Deutschen an der U16-Europameisterschaft teil. 2013 gehörte er zum deutschen Aufgebot für die U18-B-EM.
Er entschloss sich später, im Herrenbereich für die Schweiz zu spielen und wurde im September 2017 erstmals in den Kader der „Nati“ berufen. Ende November 2017 gab er im WM-Qualifikationsspiel gegen Mazedonien sein Länderspieldebüt für die Schweiz.